# 오세아니아 국가 올림픽 위원회
오세아니아 올림픽 위원회(영어: Oceania National Olympic Committees, 약칭 ONOC)는 오세아니아 대륙의 17개국 국가 올림픽 위원회가 모인 국제 올림픽 기구이다.

## 회원국
다음의 표를 통해 각국의 국가 올림픽 위원회가 국제 올림픽 위원회의 승인을 받은 연도를 알아볼 수 있다.
| 국가              | 국가 코드 | 국가 올림픽 위원회                    | 가입/발족 연도 | 주석 |
| ----------------- | --------- | ------------------------------------- | -------------- | ---- |
| 아메리칸사모아    | ASA       | 아메리칸사모아 국가 올림픽 위원회     | 1987           |      |
| 오스트레일리아    | AUS       | 오스트레일리아 올림픽 위원회          | 1895           |      |
| 쿡 제도           | COK       | 쿡 제도 체육 국가 올림픽 위원회       | 1986           |      |
| 미크로네시아 연방 | FSM       | 미크로네시아 연방 국가 올림픽 위원회  | 1995/1997      |      |
| 피지              | FIJ       | 피지 체육 협회 국가 올림픽 위원회     | 1949/1955      |      |
| 괌                | GUM       | 괌 국가 올림픽 위원회                 | 1976/1986      |      |
| 키리바시          | KIR       | 키리바시 국가 올림픽 위원회           | 2002/2003      |      |
| 마셜 제도         | MHL       | 마셜 제도 국가 올림픽 위원회          | 2001/2006      |      |
| 나우루            | NRU       | 나우루 올림픽 위원회                  | 1991/1994      |      |
| 뉴질랜드          | NZL       | 뉴질랜드 올림픽 위원회                | 1911/1919      |      |
| 팔라우            | PLW       | 팔라우 국가 올림픽 위원회             | 1997/1999      |      |
| 파푸아뉴기니      | PNG       | 파푸아뉴기니 올림픽 위원회            | 1973/1974      |      |
| 사모아            | SAM       | 사모아 체육 협회 국가 올림픽 위원회   | 1983           |      |
| 솔로몬 제도       | SOL       | 솔로몬 제도 국가 올림픽 위원회        | 1983           |      |
| 통가              | TGA       | 통가 체육 협회 국가 올림픽 위원회     | 1963/1984      |      |
| 투발루            | TUV       | 투발루 체육 협회 국가 올림픽 위원회   | 2004/2007      |      |
| 바누아투          | VAN       | 바누아투 체육 협회 국가 올림픽 위원회 | 1987           |      |

## 같이 보기
- 아시안 게임
- 동계 아시안 게임